# Zamarada penthesis
Zamarada penthesis är en fjärilsart som beskrevs av Fletcher 1974. Zamarada penthesis ingår i släktet Zamarada och familjen mätare. Inga underarter finns listade i Catalogue of Life.